# Архиепархия Бамако
Архиепархия Бамако (лат. Archidioecesis Bamakoënsis) — архиепархия Римско-Католической церкви c центром в городе Бамако, Мали. В митрополию Бамако входят епархии Каеса, Мопти, Сана, Сегу, Сикасо. Кафедральным собором архиепархии Бамако является церковь Святейшего Сердца Иисуса.

## История
В 1868 году была учреждена апостольская префектура Сахары и Судана.
В 1891 году апостольская префектура Сахары и Судана была преобразована в апостольский викариат.
19 июля 1901 года апостольский викариат Сахары и Судана передал часть своей территории в пользу возведения апостольской префектуры Гардаи (сегодня — Епархия Лагуата) и одновременно изменил название на апостольский викариат Сахары и Французского Судана.
2 июля 1921 года Римский папа Бенедикт XV издал бреве Ex officio supremi, которым разделил апостольский викариат Сахары и Французского Судана на апостольские викариаты Уагадугу (сегодня — Архиепархия Уагадугу) и Бамако.
15 декабря 1927 года, 9 марта 1937 года, 9 июня 1942 года и 12 июня 1947 года апостольский викариат Бамако передал часть своей территории в пользу возведения, соответственно, апостольских префектур Бобо-Диуласо (сегодня — Архиепархия Бобо-Диуласо), Нзерекоре (сегодня — Епархия Нзерекоре), Гао (сегодня — Епархия Мопти) и Каеса (сегодня — Епархия Каеса).
14 сентября 1955 года Римский папа Пий XII издал буллу Dum tantis, которой возвёл апостольский викариат Бамако в ранг архиепархии.
10 марта 1962 года архиепархия Бамако передала часть своей территории в пользу возведения епархии Сегу.

## Ординарии архиепархии
- епископ Anatole-Joseph Toulotte M.Afr.[1] (26.11.1892 — 18.10.1897);
- епископ Augustin Prosper Hacquard M.Afr. (19.01.1898 — 4.04.1901);
- епископ Hippolyte Louis Bazin M.Afr. (27.07.1901 — 30.11.1910);
- епископ Alexis Lemaître M.Afr. (24.02.1911 — 28.07.1920) — назначен архиепископом-коадъютором Карфагена;
- епископ Emile-Fernand Sauvant M.Afr. (8.07.1921—6.04.1928);
- епископ Paul-Marie Molin M.Afr. (2 .07.1928 — 21.01.1949);
- епископ Pierre Louis Leclerc M.Afr. (25.12.1949 — 10.03.1962) — назначен архиепископом ad personam Сегу;
- архиепископ Luc Auguste Sangaré (10.03.1962 — 11.02.1998);
- кардинал Жан Зербо (27.06.1998 — 24.07.2024);
- архиепископ Робер Сиссе (24.07.2024 — по настоящее время).